# Hryćki (Kłopoty-Patry)
Hryćki – kolonia wsi Kłopoty-Patry w Polsce, położona w województwie podlaskim, w powiecie siemiatyckim, w gminie Siemiatycze.
W latach 1975–1998 kolonia administracyjnie należała do województwa białostockiego.